# 阿克赛钦战役
阿克赛钦战役 (英語：Battle of Aksai Chin)，中方称之为西线自卫还击作战。是1962年中印边境战争中中国人民解放军陆军于中印边境西段发起的一场战役。此战解放军占领了37个印军据点。

## 背景
1959年以后，印度不断对中国边界进行武装挑衅。到了1961年，中国政府多次向尼赫鲁提出和谈建议，并实行隔离政策，均被一一拒绝。进入1962年，局势越发紧张起来。6月，印度军队加快了武装入侵中国的速度，东段已越过“麦克马洪线”，进入西藏山南的扯冬地区。截至8月底，印军在中国境内建立了一百多个据点。这些据点最近的距中国哨所几十米甚至几米远，形成“面对面”的对峙，有的楔入中国哨所之间，有的还插到了中国边防哨所背后来了。尼赫鲁甚至宣称要将中国人从边境地区赶出去。这也使得中国不得不放弃“忍让”，准备军事对抗，理由是“自卫反击”。1962年9月22日，中国《人民日报》发表了题为《是可忍，孰不可忍》社论，警告印度尼赫鲁政府，立即从边境撤军，否则中方将使用武力。

### 战场自然条件
该地仅有 1 条交通干线——新藏公路，贯穿中印边境西、中段各防区后方，在阿克赛钦的甜水海附近分出 3 条支线分别通往天（文点）、河（尾滩）、空（喀山口）防区，此外别无他途。干线支线路况均差，路面窄，坡度大，转弯急，夏天山洪暴发，坡体塌方，冬天狂风暴雪，大雪封山，交通时常堵塞。有的解放军哨所被大雪封闭半年之久不能通车。
该地同时气候寒冷，且变化急剧。冬季气温可达摄氏—40 多℃，盛夏最高温度也不超过 20℃。冬季长达 8～9 个月。昼夜温差大，有“一日四季”之说，夏季中午可达摄氏零上 15℃，夜间降为零度以下。中国边防部队常年着四皮（皮靴、皮帽、皮手套、皮大衣）。全副武装负荷太重，行动十分缓慢。对冲锋、追击、包围、迂回等战术行动影响很大。
战区受印度洋高空暖流影响，降水多，风力强，夏季阵雨冰雹，冬季狂风暴雪，且河流、沼泽、湖泊较多。每日午后风起半夜方止，风力多为 7～8级，严重影响作战行动。
空气稀薄，严重缺氧。5000 米以上地区含氧量仅为 50％。阿克赛钦地区缺氧尤为严重。初上高原的人易产生高山反应。主要症状是头晕、头痛，呼吸急促，心跳过速，关节胀痛，吃睡不好，恶心呕吐，四肢无力等。特重者嘴唇发紫，面部浮肿，血压升高，昏迷不醒。反应期为 5～7 天，年大体弱者为半月左右。一般有心脏病、高血压患者不能上山，否则有生命危险。它对军事行动影响较大，严重时使部队减员乃至丧失战斗力。
气压低，氧气不足。饭煮不熟，且时间长，水沸点低，影响食物烹调。其中解放军的干部和战士长期食用夹生饭，肠胃病患者甚多。半年吃不到新鲜蔬菜，人体缺少维生素，指甲下陷；紫外线强，空气干燥，嘴唇干裂，鼻孔流血。气候冷热变化急剧，易患感冒和呼吸道感染，重则引起肺炎、肺水肿，抢救不及时亦有生命危险。空气透明，冰雪反光，易患雪盲色盲，极易冻伤。所有这些，既增大了非战斗减员，也增加了医药供应量和医疗救护难度。

### 印军部署
西线当面为印军第十五军第十九师所属第一一四旅。该旅辖 6 个步兵营，1 个重机枪营，连同其他保障分队，总兵力约 5600 人。旅部带 1 个步兵营，重机枪营一部，及保障分队驻列城。以 5 个步兵营、加强重机枪两个连、工兵 3 个连，在中印边境西段传统习惯线两侧分散设卡，共设卡 77 处，深入中国境内 43 处。该旅第一线兵力部署：以两个营配置在班公湖北岸（不含）以北中国天、河、空防区地段内，设据点 53 处，深入中国境内 27 处；以 3个营的兵力配置在班公湖以南（含北岸）阿里防区地段内，设点 24 处，深入中国境内 16 处（湖北岸据点设人空防区）。
为便于掌握印军设卡位置和数量，解放军按印军入侵时间、先后顺序为其据点编号，冠以防区名称，如“天文点防区印军××号据点”，简称“天印××号据点”；或“阿里防区印军×× 号据点”，简称“阿印××号据点”，其他防区以此类推。
印军第114旅，曾参加过第二次世界大战，在缅甸对日作战3年，参加过印度争夺克什米尔之战， 1960 年在改编克什米尔地方武装的基础上，重新组建后，开驻中印边境西段。该旅长期驻防克什米尔地区，受过山地作战训练，士兵射击技术较好，对高原严寒地区适应性强，具有一定的战斗力。但该旅是由不同民族、不同宗教、不同地域的部队组成的，具有两个国籍（印度、尼泊尔）、三种宗教（印度教、锡克教、伊斯兰教）、四个民族（印度斯坦族、锡克族、拉达克族、廓尔喀族）、五种语言（印度语、锡克语、拉达克语、廓尔喀语、英语）等特点。
该旅虽有 5600 余人，同康前指所辖兵力相差不多，但兵力高度分散。其总的兵力部署态势是：一线展开，分散配置，该旅 5 个营 20 多个连队， 3000 余人分散在传统习惯线两侧，北起喀喇昆仑山口，南至狮泉河谷，正面宽 600 余公里，深入中国境内 20 余公里的狭长地带内。每个据点多则两个排，少则 1 个班，兵力高度分散，不少据点之间空隙大，独立据守，支援不便，利于中国边防部队各个击破。

### 解放军部署
至反击战前，西线解放军部队除阿里支队，步兵第二团外，还集结了步兵第四师第十团第三营、第十一团第三营、师炮兵团 4 个连，师高炮营、师工兵营、通信营（大部）、侦察连、喷火连，骑兵第三团（相当于 1 个加强步兵营）， 21 基地工建第一○九团第一营等部队，总兵力达 6300 余人。此外，还有运输、兵站、救护、炊事等后勤保障人员 5500 余人。以上部队归新疆军区康西瓦指挥所统一指挥。上述作战部队担负的任务分两部分：一部分设防守卡，由阿里支队、步兵第二团负责，兵力约 2000 余人；其他部队担任机动作战，兵力约 4300 余人。冬季将临时，为缓解运输紧张的矛盾，解放军总参谋部通知新疆军区和康指抽调 1/3 的机动作战部队下山过冬。
在临战准备中，康前指司令员何家产在乌鲁木齐刚开完军区作战会议，接到命令，立即乘飞机到喀什，又改乘汽车，经三天两夜奔驶，于12日24时终于赶到天文点前指。但何家产长途奔波产生高原反应，一下车便昏迷不醒。军区急派副司令员徐国贤来前指接替指挥。但由于路程太远，3至5日尚赶不到。何家产清醒后，让警卫员等背上山顶，亲自观察红山头印军情况，部署作战，这给予了解放军基层官兵以有力鼓舞。

## 战役经过

### 红头山战斗
解放军主要部署如下：
- 以骑兵第三团、步兵第二团第七连，工建第一○九团第一营（欠 1 个连）配置在红山头以西以北及奇普恰普河谷两侧地区，抗击来自困在兰加尔、斗拉特方向增援印军，并相机攻歼印军“天印 31 号”和“天印 17 号”据点。以师炮团 120 迫击炮营（欠 1 个连）、76.2 野炮 1 个连组成炮兵群，由炮团副团长郭滨为群长，担负对红山头印军据点火力急袭及拦阻援兵的任务。
- 以第四师侦察连、工兵营第二连（欠 1 个排）为堵击分队， 17 日进至“天 15 号”哨卡，战斗发起前，大胆穿插切断“天印 9 号”向北增援的通路，并进占天南河河岔处，阻止印军逃跑。以工建第一○九团第一营 1 个连配置在甜水海担任反空降任务；第四师工兵营第三连担任工兵预备队，第十一团工兵连配属空防区，担负布雷设置障碍，阻止印军进攻，第十团工兵连随本团第三营行动。
- 各守卡分队加强防御，牵制印军据点。阻其增援或逃跑，并相机拔点。
- 康前指设在天文点 5243 高地坑道内，观察所于 10 月 19 日在天文点 12号卡后侧小高地开设，并与拔点、打援两指挥所沟通有线电话联络。康前指遵照军区命令组成拔点、打援两个指挥所。拔点指挥所由第四师副师长王洪杰、第十一团副政委宋良铭、主任王化东组成，配置在“天 13号”哨卡前侧；打援指挥所由贺景福、刘少稚、艾则佐夫·哈斯木、蔚福恭组成，配置在“天 11 号”卡附近地区。
- 第十一团第三营以第八、第九连为营第一梯队，由西南方向实施主要突击。第八连配属重机枪 3 挺，无坐力炮 2 门；工兵 2 个班，喷火器 6 具为营右翼主攻连，由甫向北突击，第九连配属重机枪 2 挺，无坐力炮 1 门，工兵1 个班，喷火器 4 具为营左翼主攻连，由西向东攻击印军连部和主峰。第七连派出 1 个加强班配置在红山头正面，实行佯攻，掩护主攻部队侧后攻击，其余为营第二梯队，营属 82 炮连配置在第八连侧后，由营指挥井参加炮群火力准备[3]。

19 日 20 时，各部队乘车闭灯开进， 20 日零时下车步行，5 时前后各自占领阵地。主攻部队进入进攻出发位置后，进行近迫作业，利用印军空投场内的木箱空筒等材料构筑掩体，积极进行冲击前的各项准备工作；炮兵分队进入阵地后，构筑火炮发射阵地，标定射击诸元；打援分队积极构筑抗击阵地，作好打援的各项准备。8 时 25 分（天防区拂晓）实施炮火急袭。 21门火炮突然猛烈轰击，红山头顿时浓烟滚滚。与此同时，主攻营各连乘机推进至距印军前沿几十米的地方，以减轻冲击时的体力消耗，减少伤亡。8 时 55 分，步兵发起冲击，突破前沿攻入第一层台地，以抵近射击，歼灭堑壕内残存印军。第九连第二排为突击营最左翼排，由红山头西北方印军防御最弱处，猛烈突击，仅 20 分钟即攻上山顶。9 时 45 分，战斗结束，解放军将五星红旗插上高地，占领红头山阵地。此战，历时 80 分钟，歼印军 62 人，其中毙 42 人，俘 20 人，缴获 81 迫击炮1 门、51 迫击炮 2 门，轻机枪 4 挺，步（冲）枪 26 支，以及卡车两辆、电台两部，取得了西线战役首战的胜利。解放军陆军第四师第十一团第三营伤26人，亡 8 人。
红山头攻克后，突击营立即整顿部队，调整部署，组织兵力，配备火力，改造工事，加固掩体，做好抗击印军援兵反扑和炮兵、航空兵火力急袭报复的准备。10 时 15 分印军飞机 1 架临空，中国边防部队轻重火器一起对空射击，印军飞机带伤飞离，故此印军受伤人数无法清点。
11 时解放军总参谋部电示前线解放军：“根据当前西线作战的有利形势，望即严密组织乘胜扫除西大沟以北河尾滩、天文点两防区内之敌”；并通报康前指据打援指挥所报告：斗拉特派出三汽车援兵半途返回去了。根据总参谋部指示和敌情通报，康前指立即命令各部队乘胜扩大战果，继续拔点作战；警戒、打援、守卡分队相机拔点；第十一团第三营撤出红山头攻歼“天印 8 号、11 号”哨卡，并向“天印 9 号”方向发展进攻。周边据点印军惊恐欲逃，担任警戒任务的工兵第三连，见“天印 5 号”印军欲逃，即主动请战。王洪杰副师长立即批准并命炮群掉转炮口，向“天印 5 号”猛烈轰击。工兵分队与“天 12 号”守卡分队互相配合，消灭了该点印军，拔除了该据点。
康前指急令第十一团第三营在攻克“天印 8 号、11 号”据点后，立即转战逼近“天印 9 号”，协同侦察连合歼“天印 25 号”以东天南河谷内印军。由“天印 8 号”至“天印 9 号”要绕 6200 高地。该处雪深没膝，严寒缺氧，气候极其恶劣，加之夜间行动速度缓慢。21 日拂晓第三营赶到“天印 9 号”据点时，印军已于 20 日深夜逃窜了，侦察连没到达指定位置，没能协同全歼此股印军。至 21 日傍晚天文点防区入侵印军 18 个据点全部被肃清，给印军第一一四旅第十四营以沉重打击，歼其 90 余人，缴获武器弹药一部。

### 加印14号据点
“加印 14 号”据点，位于加勒万河谷底，是印军入侵中国西段边境的又一重点方向。该处山高坡陡，谷深沟窄，悬崖绝壁，河水湍急，交通极为不便。
1962 年 7 月 6 日，印军廓尔喀联队 30 余人占领该处， 10 月初用直升飞机换防，由第一一四旅杰恃联队第五营第一连 60 人防守，以直升机空运补给，并在此处构筑工事、地堡、营房，企图长期占领。据点工事以地堡为主，河北岸台地构筑有 6 座，连指挥所设在河北岸，并有直升机升降场。河南岸台地构筑有地堡 4 个，各地堡之间有断续堑壕交通壕联接，印军生活战斗均在地堡内，进入战斗较快，南北阵地可以火力相互支援。
康前指按军区作战命令决心以第十团第三营拔除该据点。战前组成加勒万河谷拔点作战指挥所（简称加指），以康指副司令员李双盛、作战处长刘跃忠、第十团副团长刘三芳组成，决心夜间包围拂晓攻击，由东、北、南三个方向突击，中间（东）主攻，两翼助攻，全歼速决。第三营以第七、第九连主攻北台阵地，由东向西攻击，以第八连攻南台阵地，由南向北攻击，第九连派 1 个排由北向南攻击，配合主攻方向作战。
20 日 7 时 30 分，解放军各分队利用夜暗进入阵地。8 时 25 分各种炮火开始急袭。8 时 34 分，各分队发起冲击，第七连第二排冲击中遭炮火拦击，前进受阻，第四班以手榴弹歼灭了地堡内印军；第三排从左翼猛打猛冲，一举突破前沿，以抵近射击消灭堑壕内印军；第一排直扑印军连部地堡。第九连发起冲击后，第三排顺利地占领了 1 座地堡，以火力掩护工兵组用爆破筒炸毁另1 地堡内印军。由北侧进攻的第九连第一排，隐蔽地迂回至印军地堡侧后，以手榴弹歼灭了印军。此时第七、第九连协力以轻重机枪、火箭筒、喷火器攻击印军连部，帐篷起火。第七连火箭筒手马兴华在射击中面部烧伤、棉衣着火，仍穿着单衣在摄氏—30C 的严寒中继续战斗。印军向直升飞机场逃窜，第九连第三排和工兵排奋力拦截，全歼北台地印军。进攻南台地的第八连发起攻击后，第三排排长梁朝申负重伤，坚持指挥，以火力压制印军火力点，命突击班绕至地堡侧后攻击，印军惊慌失措，举手投降。9 时零 4 分战斗结束，印军无一漏网，歼印军 60 人，其中毙 28 人，俘 32 人，缴获 51 迫击炮2 门、机枪 6 挺、长短枪 35 支、电台 2 部等。解放军伤10人，亡1人。战后，该营荣立集体三等功。
第八连配属工兵连，于 20 日稍事整顿后立即行动，奔袭“加印 27 号”。他们沿着小山沟、踏着没膝的积雪，向加南达坂山口急进。由沟底向上爬，地势越来越高，氧气越来越少，举步艰难。直到 21 日拂晓前才赶到目的地。为防止印军发现而外逃，便绕路迂回插入侧后，包围了印军据点。以工兵连担任警戒打援，第二排担任主攻，于 21 日 15 时发起攻击，第二排首先突破印军阵地，随后全连冲入阵地，经两小时激战，全歼该点印军，以轻伤 4 人的代价，击毙印军 9 人，俘 10 人，缴获 51 迫击炮 1 门、 90 火箭筒 2 具、轻机枪 4 挺、步枪 11 支、手枪 2 支、电台 2 部及全部弹药与物资。收复了进入加勒万河谷的咽喉要道。
该营主力于 20 日下午乘车北上，到达西大沟时天已黄昏。指挥员立即勘察地形。侦察敌情。西大沟沟深谷窄，两侧山高坡陡，印军沿河谷一线展开。边防部队只能从前到后逐个攻击，无法迂回侧后断其退路，正面平推必须猛打猛冲，否则只能将印军赶跑。该营立即组织战斗。印军惧歼，放火烧掉帐篷物资向境外狂逃。解放军尾迫不舍，至边界印军全部逃脱。西大沟遂被占领。
22 日加指接康前指命令，立即派 1 加强连，南下温泉，进入昌格隆格河谷边界处拔掉“河印 28 号”据点，第三营第七连加强 120 迫炮连乘车南下，23 日午后，赶到指定地点时，该据点已被由温泉哨卡派出分队占领。歼印军5 人，其余逃出边界。至此，河尾滩防区印军入侵占领的 6 个据点被扫除，歼印军 80 余人。

### 班公湖战斗
班公湖两岸由两个防区负责，以湖中心为界，北岸为空喀山口防区，南岸为阿里防区。印军第一一四旅廓尔喀联队第一营跨湖侵入占地设卡，南岸设了 3 个，北岸两个。空喀山口防区由步兵第二团第二、第三、第六连防守，由团长杨宗泉、参谋长王玉祥指挥。在天河防区拔点作战胜利形势的鼓舞下，该部主动请战拔除该防区的 3 个据点（绝拉沟有杰特联队设的据点 1 处）。总参谋部 20 日 13 时指示：对空防区西里扎普之印军，若我确有把握时，同意将该敌打掉，以有力打击楚舒勒班公湖南岸的印军。据此，空防区于 21日展开了拔点战斗。最终解放军四战四捷，占领了班公湖大部。

## 总结
西线第一阶段自卫反击作战，从 10 月 20 日开始至 29 日结束，历时10天，歼灭印军第一一四旅 4 个营的各一部，计 296 人，其中击毙136人，俘虏160人，拔除据点 37 个，缴获各种火炮 26 门、枪 292 支（挺）、弹药及军用生活物资一部。解放军伤 93人，亡37人，耗各种炮弹 2807 发，子弹 47414发及其他物资等。为第二阶段的作战创造了许多有利的条件。

## 雙方作战序列
| 中国人民解放军陆军 - 新疆军区康西瓦前线指挥所（司令员兼政治委员何家产少将，位于康西瓦） - 新疆军区独立步兵第二团（团长杨宗泉上校） - 新疆军区独立骑兵第三团（团长艾则佐夫·哈斯木上校，政委蔚福恭上校） - 步兵第十团三营 - 步兵第十一团三营 |

| 印度陆军 - 第114步兵旅旅部（位于列城） - 查谟·克什米尔国民军第十三营（与旅部及直属分队位于列城，未参战） - 查谟·克什米尔国民军第十四营（位于波鲁野营地） - 杰特联队第五营（位于波布浪） - 廓尔喀第八联队第一营（位于楚舒勒） - 库马盎联队第十三营（位于楚舒勒） - 查谟·克什米尔国民军第七营（位于科尤尔） |

## 脚注
1. ↑  另有5500余人的后勤、运输和医疗保障部队
2. ↑  由陆军第五十四军副军长调任
3. ↑  为前新疆民族军部队，官兵多为少数民族